# Marco Antônio Guimarães
Marco Antônio Guimarães (Belo Horizonte, 10 de outubro de 1948), é um compositor, arranjador, construtor de instrumentos e violoncelista brasileiro.
Fundador, diretor musical e principal compositor do grupo mineiro de música instrumental Uakti. Além da composição e do arranjo, Guimarães constrói todos os instrumentos musicais originais utilizados pelo grupo.

## Biografia
Marco Antônio Guimarães estudou  na Universidade Federal da Bahia na década de 1960. Foi aluno de Walter Smetak, músico suíço radicado em Salvador, que construía instrumentos musicais a partir de materiais naturais. Guimarães foi muito influenciado pelas idéias de Smetak, não só em relação à construção de instrumentos, mas também em relação aos conceitos filosóficos que presidiam seus métodos de composição. Durante sua estadia na Bahia foi influenciado pelo trabalho do Grupo de Compositores da Bahia, liderado pelo também professor da UFBA Ernst Widmer, que Guimarães considera ser sua principal influência no processo de criação musical.
Após a faculdade, Guimarães atuou durante 15 anos como violoncelista em orquestras sinfônicas de Minas Gerais e São Paulo. Simultaneamente, construía em sua casa vários instrumentos musicais com materiais não tradicionais, como tubos de PVC, lâminas de vidro e cabaças. Em 1978, convidou alguns músicos da Orquestra Sinfônica de Minas Gerais a realizar reuniões na Fundação de Educação Artística de Belo Horizonte. Juntaram-se a ele os percussionistas Paulo Sérgio Santos e Décio Ramos, e o flautista Artur Andrés Ribeiro.  Durante as reuniões, estes músicos desenvolveram a técnica de execução dos instrumentos criados por Marco Antônio. Assim nasceu o grupo Uakti, que fez sua primeira apresentação pública em 1980.

## Obra
Como compositor, Guimarães desenvolve peças que utilizam sequências numéricas, geométricas e grafismos como princípios rítmicos. Por exemplo, na composição I Ching, uma suíte composta para um balé do Grupo Corpo, utiliza os seis trigramas do I Ching como base para seis peças curtas. Os 64 hexagramas do mesmo oráculo são usadas como princípio rítmico de uma peça mais longa, a Dança dos Hexagramas. Nesta composição, cada barra contínua do I ching representa uma nota longa e cada barra cortada, duas notas curtas. As composições são feitas então em ritmos ternários de acordo com as combinações dos trigramas ou hexagramas.
Marco Antônio Guimarães também tem muitos trabalhos como arranjador, uma vez que conhece como ninguém as possibilidades de execução do instrumental que criou. Ele utiliza elementos da música popular brasileira ou música erudita como inspiração para adaptações. Realizou diversas adaptações de músicas de Villa-Lobos Já fez arranjos para participações do Uakti em gravações de Milton Nascimento, Ney Matogrosso, Zélia Duncan, Paul Simon, Maria Bethânia e o Grupo de Jazz Vocal Manhattan Transfer. Em 1994, realizou o arranjo e gravou com o Uakti a composição Águas da Amazônia, que Philip Glass compôs para o espetáculo Sete ou oito peças para um balé, do Grupo Corpo. Foi a primeira vez que Glass entregou a outra pessoa a tarefa de criar o arranjo de uma de suas composições.
Autor de diversas músicas para espetáculos de dança e trilhas sonoras de filmes. Foi premiado, junto ao Uakti no festival de Petrópolis, em 2000, pela música de Outras Histórias, e as prêmios de melhor trilha sonora nos festivais de Havana e Cartagena, em 2001, pela trilha sonora de Lavoura arcaica. Em 2008, Marco Antônio Guimarães assinou a trilha de Ensaio sobre a Cegueira.

## Discografia

### Com o Uakti
- Uakti - Oficina Instrumental (1981)
- Uakti 2 (1982)
- Tudo e Todas as Coisas (1984)
- Mapa (1992) - contém "A lenda" composta para o Grupo Corpo.
- I Ching (1994) - música para o espetáculo do Grupo Corpo.
- 21 (1996) - música para o espetáculo do Grupo Corpo.
- Trilobyte (1997)
- Águas da Amazônia (1999) - Música de Philip Glass para o Grupo Corpo. Arranjos de Marco Antônio Guimarães.
- Mulungu do Cerrado (2001) - Com o Grupo Tabinha.
- Clássicos (2003) - Arranjos de várias composições eruditas.
- Oiapok Xui (2005) - Composições originais e arranjos de músicas tradicionais brasileiras, além de quatro variações sobre "Águas de Março", de Tom Jobim.
- Uakti / Beatles (2012) - canções originais dos Beatles arranjadas para os instrumentos inusitados do Uakti.

### Trabalhos solo
- Bach (1996) - música para o espetáculo do Grupo Corpo - arranjos de músicas de Bach.
- Bach/Vivaldi (2001) - arranjos de Bach e Vivaldi.
- Baticum (2001) - tema e 25 variações
- Cirandas (2001) - adaptações de diversas canções infantis do cancioneiro popular brasileiro

### Trilhas sonoras
- Kenoma  (1997) - dirigido por Eliana Caffé (inédito).
- Outras Estórias (1998) - documentário sobre Guimarães Rosa, dirigido por Pedro Bial (inédito).
- Lavoura arcaica (2001) - dirigido por Luiz Fernando Carvalho.
- Ópera das pedras. Primeiras vozes (2007) - Criação e Maestria Denise Milan.
- Batismo de Sangue (2007) - dirigido por Helvécio Ratton.
- A Pedra do Reino (2008) - dirigido por Luiz Fernando Carvalho.
- Ensaio Sobre a Cegueira (2008) - dirigido por Fernando Meirelles.
- Marighela  (2011) - dirigido por Isa G. Ferraz.

Trilhas para balé ( Grupo Corpo ) :
"Uakti" ( A Lenda ) -- com o Uakti
"21" -- com o Uakti
"Bach" -- trabalho solo
"Sete ou Oito Peças para um Balé" -- com o Uakti, parceria com Philip Glass
"Dançpa Sinfônica" -- com a orquestra Filarmônica de Minas Gerais